# Steve Prefontaine

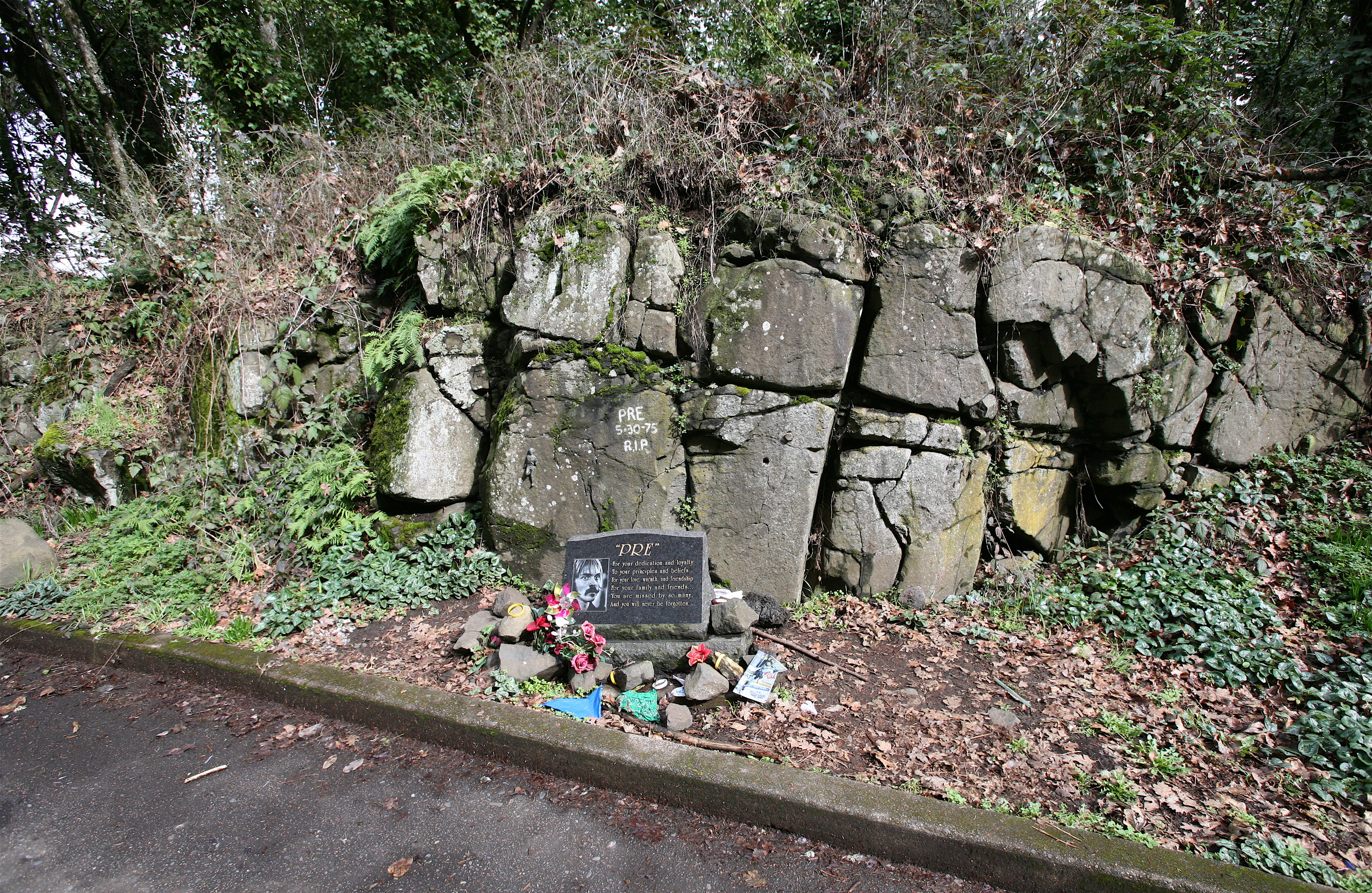
Pomník na místě jeho smrti

Steve Prefontaine (25. ledna 1951 Coos Bay, Oregon — 30. května 1975 Eugene, Oregon) byl americký atlet, vytrvalec, závodil za University of Oregon. Ve své době byl velmi populární pro svůj hippiesácký vzhled a útočný styl. Jeho příklad stál u zrodu módy joggingu v Americe sedmdesátých let. 
Na olympiádě v Mnichově skončil na 4. místě v závodě na 5000 metrů. 
Na vrcholu slávy zahynul při dopravní nehodě. K uctění jeho památky se koná každoroční závod Prefontainův memoriál. 
V roce 1997 o něm režisér Steve James natočil film Prefontaine (Česká televize jej vysílala pod názvem Zázračný běžec). Hlavní roli hrál Jared Leto.

## Osobní rekordy
- 1500 m — 3:38,1
- 5000 m — 13:21,87
- 10000 m — 27:43,6